# 인간중독
《인간중독》은 2014년 공개된 대한민국의 영화이다.
월남전에 파병되어서 영웅적인 활약을 하고 귀국 후 육군 교육대장으로 재직중인 촉망받는 장교 김진평(송승헌 분)이 부하의 아내 종가흔(임지연 분)과 사랑에 빠지게 되면서 벌어지는 불륜극을 다루고 있다.

## 캐스팅
- 송승헌 : 김진평 대령 역
- 임지연 : 종가흔 역
- 조여정 : 이숙진 역
- 온주완 : 경우진 역
- 박혁권 : 최경훈 중령 역
- 전혜진 : 최경훈 중령 부인 역
- 배성우 : 조학수 역
- 엄태구 : 김준위 역
- 윤다경 : 가흔 모 역
- 예수정 : 우진 모 역
- 정상철 : 참모총장 역
- 김혜나 : 6호네 역
- 송지인 : 3호네 역
- 박용범 : 취사병 역
- 이희석 : 특수 부대원 1 역
- 오순태 : 특수 부대원 2 역
- 김두봉 : 상승회 장교 1 역
- 문재원 : 상승회 장교 2 역
- 송욱경 : 상승회 장교 5 역
- 김한준 : 7호네 장교 역
- 강득종 : 학수패거리 1 역
- 오희준 : 당번병2 역
- 한하유 : 요정 한복녀 6 역
- 유해진 : 임사장 역 (특별출연)
- 정원중 : 군단장 역 (특별출연)
- 연제욱 : 환자 역 (특별출연)
- 이승준 : 수석 군의관 역 (특별출연)

## 수상 경력
- 2014년 제 51회《대종상》여우신인상 임지연
- 2014년 제35회 청룡영화상 청정원 인기상 송승헌
- 2015년 제6회 올해의 영화상 여우조연상 조여정